# Georges Gramme
Georges Nicolas Joseph Gramme (Battice, 22 februari 1926 - Beër Sjeva, 7 februari 1985) was een Belgisch politicus voor de Franstalige partij PSC.

## Levensloop
Tijdens de Tweede Wereldoorlog was Gramme actief in het verzet en was hij betrokken bij de activiteiten van een inlichtingennetwerk. Na het einde van de oorlog ging hij aan de slag in een drukkerij, waar hij het schopte tot meesterdrukker. 
Gramme sloot zich aan bij de christendemocratische PSC en werd voor deze partij in oktober 1952 verkozen tot gemeenteraadslid in zijn woonplaats Battice. Van 1953 tot 1958 was hij er schepen en daarna was hij van 1959 tot 1976 de laatste burgemeester van Battice. Als gevolg van de grootschalige fusie van de Belgische gemeenten ging Battice eind 1976 op in Herve. Gramme werd er verkozen tot gemeenteraadslid en van 1977 tot aan zijn overlijden in 1985 was hij burgemeester van de gemeente.
In november 1971 werd hij voor het arrondissement Verviers verkozen in de Senaat en bleef er zetelen tot aan zijn dood in 1985. In de Senaat bekleedde hij van 1977 tot 1978 en van 1980 tot 1985 de functie van ondervoorzitter. Door de toen bestaande dubbelmandaten zetelde hij van 1971 tot 1980 eveneens in de Cultuurraad voor de Franse Cultuurgemeenschap, van 1974 tot 1977 in de voorlopige Waalse Gewestraad en van 1980 tot 1985 in de Waalse Gewestraad en de Raad van de Franse Gemeenschap. Daarenboven vertegenwoordigde Gramme zijn partij van 1975 tot 1980 in de Gewestelijke Economische Raad voor Wallonië.
In 1974 was Gramme enkele maanden interim-voorzitter van de PSC, op een moment dat de effectieve voorzitter Charles-Ferdinand Nothomb in de Verenigde Staten verbleef. Na de terugkeer van Nothomb werd hij belast met de coördinatie van de parlementaire acties van de PSC binnen de verschillende assemblees, meer bepaald de Kamer van volksvertegenwoordigers en de Senaat, de Franse Cultuurraad en de voorlopige Waalse Gewestraad. Toen Nothomb in oktober 1976 terugtrad als partijvoorzitter van de PSC, volgde Gramme hem op als waarnemend voorzitter. Hij bekleedde het mandaat tot in oktober 1977 en in deze hoedanigheid onderhandelde hij mee over het Egmontpact, dat België moest omvormen tot een federale staat, maar uiteindelijk niet werd uitgevoerd. Van april 1979 tot januari 1980 was hij dan minister van Binnenlandse Zaken en Institutionele Hervormingen in de regering-Martens I en van januari tot mei 1980 was hij minister van Wetenschapsbeleid in de regering-Martens II.
In februari 1985 overleed hij onverwacht tijdens een parlementair bezoek in Israël.